# I Hope I Shall Arrive Soon (colecție)
I Hope I Shall Arrive Soon este o carte de povestiri a scriitorului american Philip K. Dick. Este o colecție de 10 povestiri science fiction  și un eseu. A fost publicată prima dată de Doubleday în 1985 și a fost editată de Mark Hurst și Paul Williams. Multe dintre povestiri au apărut inițial în revistele Fantasy and Science Fiction, Worlds of Tomorrow, Povestiri uimitoare, Interzone, Rolling Stone College, Yuba City High Times, Omni și Playboy. 

## Cuprins
- "How to Build a Universe That Doesn't Fall Apart Two Days Later"
- "The Short Happy Life of the Brown Oxford"
- "Explorers We"
- "Holy Quarrel"
- "What'll We Do with Ragland Park?"
- "Strange Memories of Death"
- "The Alien Mind"
- "The Exit Door Leads In"
- "Chains of Air, Web of Aether"
- "Rautavaara's Case"
- "I Hope I Shall Arrive Soon"

## Legături externe
- Cum să construim un univers care să nu se prăbușească două zile mai târziu (Eseu de PKD despre "descoperirea" că trăim în Imperiul Roman)